# پوئبلیتو (نیومکزیکو)
پوئبلیتو (به انگلیسی: Pueblito) یک منطقهٔ مسکونی در ایالات متحده آمریکا است که در نیومکزیکو واقع شده‌است. پوئبلیتو ۹۱ نفر جمعیت دارد و ۱٬۷۲۶٫۱ متر بالاتر از سطح دریا واقع شده‌است.